# Hrabstwo Taylor (Wisconsin)
Hrabstwo Taylor (ang. Taylor County) – hrabstwo w stanie Wisconsin w Stanach Zjednoczonych.
Obszar całkowity hrabstwa obejmuje powierzchnię 984,49 mil² (2549,82 km²). Według szacunków United States Census Bureau w roku 2009 miało 19 222 mieszkańców. Jego siedzibą administracyjną jest Medford.
Hrabstwo powstało w 1875.

## Miasta
- Aurora
- Browning
- Chelsea
- Cleveland
- Deer Creek
- Ford
- Goodrich
- Greenwood
- Grover
- Hammel
- Holway
- Jump River
- Little Black
- Maplehurst
- McKinley
- Medford – city
- Medford – town
- Molitor
- Pershing
- Rib Lake
- Roosevelt
- Taft
- Westboro

## Wioski
- Gilman
- Lublin
- Rib Lake
- Stetsonville

## CDP
- Chelsea
- Jump River
- Westboro
- Whittlesey